# Gyaritus hamatus
Gyaritus hamatus är en skalbaggsart som beskrevs av Francis Polkinghorne Pascoe 1858. Gyaritus hamatus ingår i släktet Gyaritus och familjen långhorningar.
Artens utbredningsområde är Sarawak. Inga underarter finns listade i Catalogue of Life.